# 제르송 산투스 다 시우바
제르송 산투스 다 시우바(포르투갈어: Gerson Santos da Silva, 1997년 5월 20일 ~ )는 제르송(Gerson)이라는 이름으로 알려져있는 브라질의 축구 선수이다. 그는 현재 러시아 프리미어리그의 제니트 상트페테르부르크에서 뛰고 있다.